# Пам'ятник Тарасові Шевченку (Баку)
40°23′23″ пн. ш. 49°50′32″ сх. д. / 40.389623° пн. ш. 49.842328° сх. д.

Пам'ятник у день відкриття

Пам'ятник Тарасу Григоровичу Шевченку в Баку — пам'ятник українському поетові, письменнику і художнику Т. Г. Шевченку в столиці Азербайджану місті Баку.

## Загальна інформація та відкриття
Пам'ятник встановлено в центрі Баку на проспекті Свободи. 
Автор пам'ятника — відомий український скульптор Ігор Гречаник, член Національної спілки художників України.
Пам'ятник Тарасу Шевченку в Баку відкрито 30 червня 2008 року. В урочистій церемонії відкриття брали участь Президент України Віктор Ющенко та Президент Азербайджану Ільхам Алієв. 

## Опис
Пам'ятник вилито з бронзи, загальна висота — 3,8 метри.
За задумом автора ідея пам'ятника — втілити образ Шевченка як духовного Пророка, що заклав основи пробудження самосвідомості українців як нації. Основна праця його життя — «Кобзар», тому акцент в пам'ятнику зроблений саме на книзі («Кобзар»), яку Шевченко дає людям як свій духовний заповіт. 
Шевченко зображений молодим — в тому віці, коли він почав створення Кобзаря. Окриленість, натхненність Шевченка підкреслює символічне крило на другому плані. Зі зворотного боку крило виглядає як дерево української долі — верба, з корінням, що підкреслює зв'язок поета з рідною землею, яка надає йому силу і натхнення. У скульптурі автор прагнув втілити окриленість молодого поета та усвідомлення ним своєї місії для народу України.

## Галерея
- Файл:Памятник Тарасу Шевченко в Баку (подпись).

## Джерело і посилання
1. ↑  Сайт Ігоря Гречаника. Архів оригіналу за 15 січня 2022. Процитовано 22 березня 2022.